# 북극의 눈물
《북극의 눈물》은 MBC에서 2008년 12월 7일부터 12월 28일까지 총 4회에 걸쳐 방송된 창사 47주년 특별기획 다큐멘터리 프로그램으로, 《지구의 눈물 시리즈》의 첫 번째 작품이다.

## 방송 개요

### 제1부 얼음 왕국의 마지막 사냥꾼
북극해에서도 북위 70도 위쪽의 추운 바다에만 서식하는 신비의 해양포유동물인 일각고래의 생태와 이누이트의 전통 고래사냥 여정을 담았다. 또한 지구 온난화로 사냥터를 점점 잃어가는 북극의 제왕 북극곰의 생존기를 담았다.

### 제2부 얼음 없는 북극
짧은 북극의 여름을 맞아 캐나다의 허드슨 만에 새끼를 키우기 위해 수백 km를 이동해 온 흰돌고래의 신비로운 모습을 공개한다. 얼음 가장자리에 서식하는 갑각류나 조래를 섭취하고 얼음 위에서 일정시간 휴식을 취하며 생존하는 바다코끼리가 온난화로 인해 빨리 녹아 사라지는 작은 유빙 위에서 모여 있는 모습을 담았다.

### 제3부 해빙, 사라지는 툰드라
툰드라에 봄이 오고 풀이 자라면서 이동을 시작하고 남쪽의 초원지대에서 새끼를 낳는 순록 떼의 이동 모습과 늑대의 순록 사냥 추격전을 담았다.

### 에필로그: 북극 300일간의 기록
북극을 취재한 제작진의 분투기를 그렸다.

## 북극의 눈물 극장판
- TV에서 방송하지 않은 장면을 담아 실버스푼의 배급으로 2009년 10월 15일 개봉하였다.
- 2010년 2월 12일 설 특집으로 방송하였다.

## 시청률
최저 시청률과 최고 시청률은 시청률 조사회사와 지역별로 시청률에 차이가 있을 수 있습니다.
| 2008년   | 2008년    | 2008년                    | 2008년         | 2008년         | 2008년 |
| 회차     | 방송일    | 부제                      | TNmS 시청률    | AGB 시청률     | 출처   |
| 회차     | 방송일    | 부제                      | 대한민국(전국) | 대한민국(전국) | 출처   |
| -------- | --------- | ------------------------- | -------------- | -------------- | ------ |
| 제1부    | 12월 7일  | 얼음 왕국의 마지막 사냥꾼 | 11.3%          | 11.4%          | [ 3 ]  |
| 제2부    | 12월 14일 | 얼음 없는 북극            | 9.4%           | 10.8%          | [ 3 ]  |
| 제3부    | 12월 21일 | 해빙, 사라지는 툰드라     | 11.3%          | 9.9%           | [ 3 ]  |
| 에필로그 | 12월 28일 | 북극 300일간의 기록       | -              | -              |        |

## 같이 보기
- 《아마존의 눈물》 (2009년, MBC)
- 《아프리카의 눈물》 (2010년, MBC)
- 《남극의 눈물》 (2011년, MBC)
- 《북극열전》 (2010년, KBS)
- 《최후의 툰드라》 (2010년, SBS)